# Meister der Antwerpener Anbetung

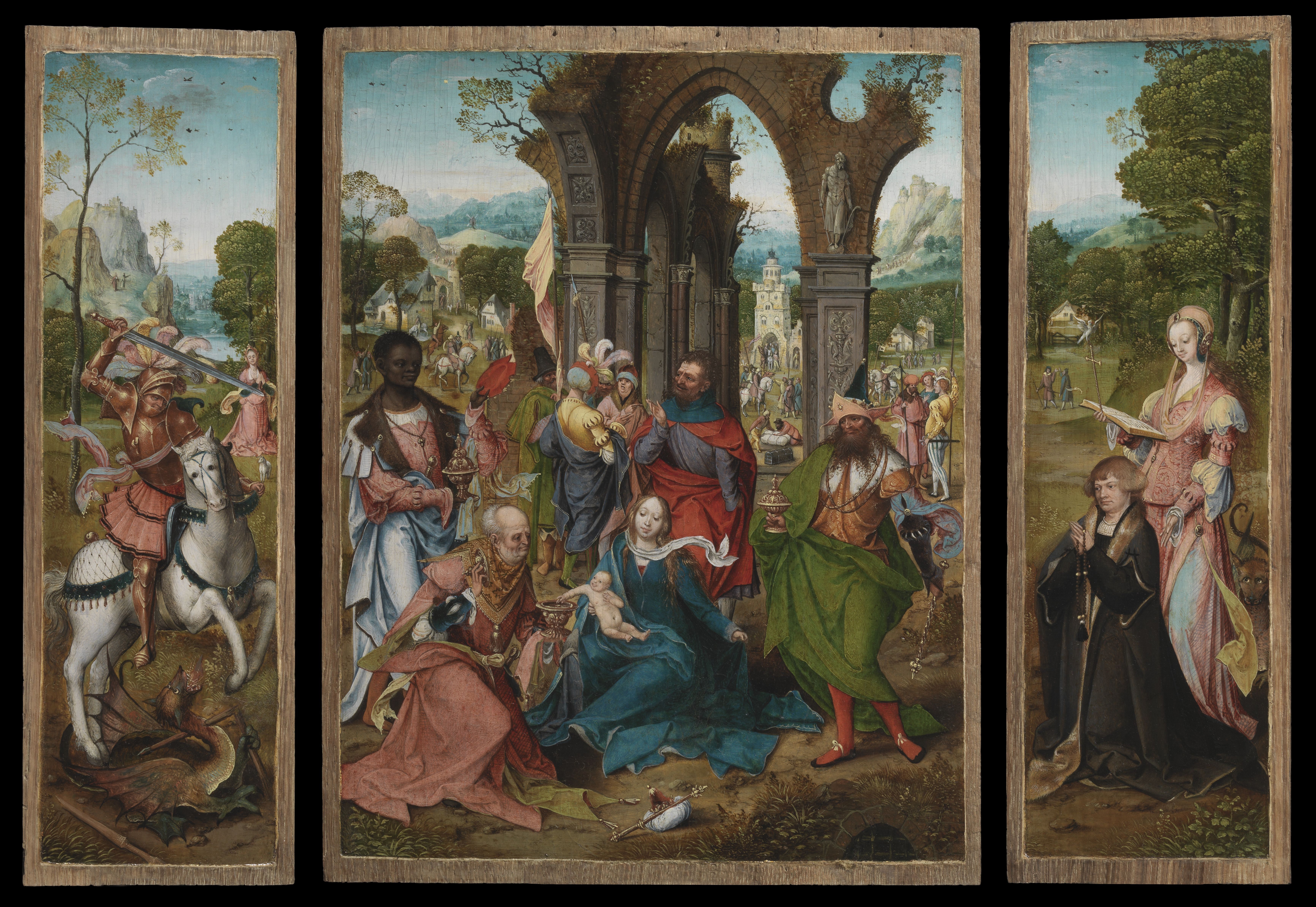
Meister der Antwerpener Anbetung, Anbetung der Könige, 16de eeuw, Königliches Museum der Schönen Künste, Antwerpen.

Als Meister der Antwerpener Anbetung wird ein flämischer Maler bezeichnet, der um 1520 in Antwerpen tätig war.  Benannt ist der namentlich nicht bekannte Künstler nach seinem kleinen Triptychon mit der Anbetung der Könige, dem hl. Georg und der Hl. Margaretha, heute im Antwerpener Königlichen Museum der Schönen Künste aufbewahrt. Der Meister ist ein Vertreter eines Stils, den die in der Kunsthistorik unter dem Begriff Antwerpener Manieristen zusammengefassten Mitglieder der Antwerpener Lukasgilde zum Beginn des 16. Jahrhunderts vertraten. Diese Maler stehen am Übergang der Gotik in die Renaissance.
Der Meister der Antwerpener Anbetung erhielt seinen Notnamen durch den Kunsthistoriker Max J. Friedländer. Dieser hatte im Rahmen seiner Untersuchungen zu den Antwerpener Manieristen das Bild des Meisters stilistisch als Ausgangspunkt zur Suche nach weiteren von ein und demselben Meister geschaffenen Gruppe von Werken vorgeschlagen.